# Ауэрбах, Джерольд
Джерольд Ауэрбах (англ. Jerold Auerbach, род. 1936) — американский историк и почётный профессор истории в колледже Уэллсли. Его работы в основном посвящены современной истории юридической профессии, коренных американцев, Израиля и еврейского народа. 
В 1965 году Ауэрбах получил степень бакалавра в Оберлинском колледже и степень доктора философии в Колумбийском университете. Он преподавал в колледже Куинс и в университете Брандейса, прежде чем присоединиться к преподавательскому составу Уэллсли в 1971 году.
Судья Чарльз Эдвард Визански-младший в своей статье в Harvard Law Review охарактеризовал работу Ауэрбаха «Неравное правосудие» (1976) как имеющую «убедительность, основанную на тщательной научной работе, не ослабленной фанатизмом». Однако не все отзывы были столь лестными. Профессор Йельской школы права Джозеф В. Бишоп, пишущий в Commentary, обвинил Ауэрбаха в том, что он «испортил свою аргументацию предположением ложного, утаиванием истинного, искажением аргументов своих оппонентов и частым использованием полуправды, а иногда и просто неправды». Рецензия на книгу в New York Times, написанная профессором права Гарварда Аланом Дершовицем, была более благосклонной.

## Книги
- Print to Fit: The New York Times, Zionism and Israel (1896-2016) (Academic Studies Press, 2019)
- Against the Grain: A Historian's Journey, (Quid Pro Books, 2012)
- Brothers at War: Israel and the Tragedy of the Altalena, (Quid Pro Books, 2011)
- Hebron Jews: Memory and Conflict in the Land of Israel, (Rowman & Littlefield, 2009)[5]
- Explorers in Eden: Pueblo Indians and the Promised Land, (New Mexico, 2006)
- Are We One? Jewish Identity in the United States and Israel, (Rutgers, 2001)
- Jacob's Voices, (Southern Illinois, 1996)
- Rabbis and Lawyers, (Indiana, 1990)
- Justice Without Law? (Oxford, 1983)[6][7]
- Unequal Justice: Lawyers and Social Change in Modern America. (Oxford, 1976)[2][8]
- Labor and Liberty. (Bobbs-Merrill, 1969)